# Matoma
Tom Stræte Lagergren, född 29 maj 1991 i Åsnes i Hedmark, mer känd under artistnamnet Matoma, är en norsk DJ och musikproducent inom genren tropical house.
Hans far är född i Sverige och kommer från Ånge kommun.